# Salvino Salvini (scultore)

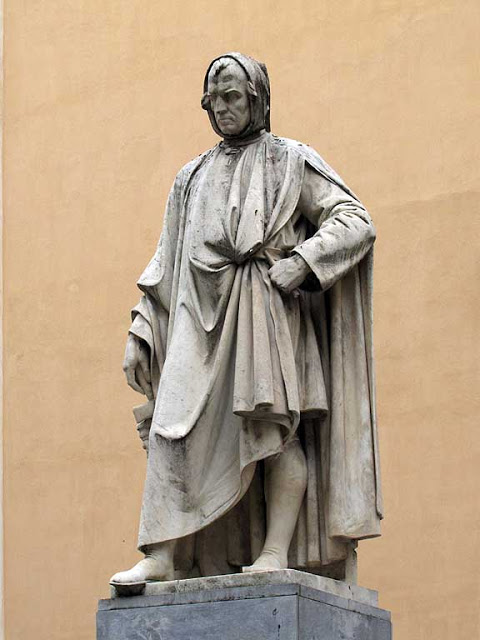
Monumento a Nicola Pisano, Pisa

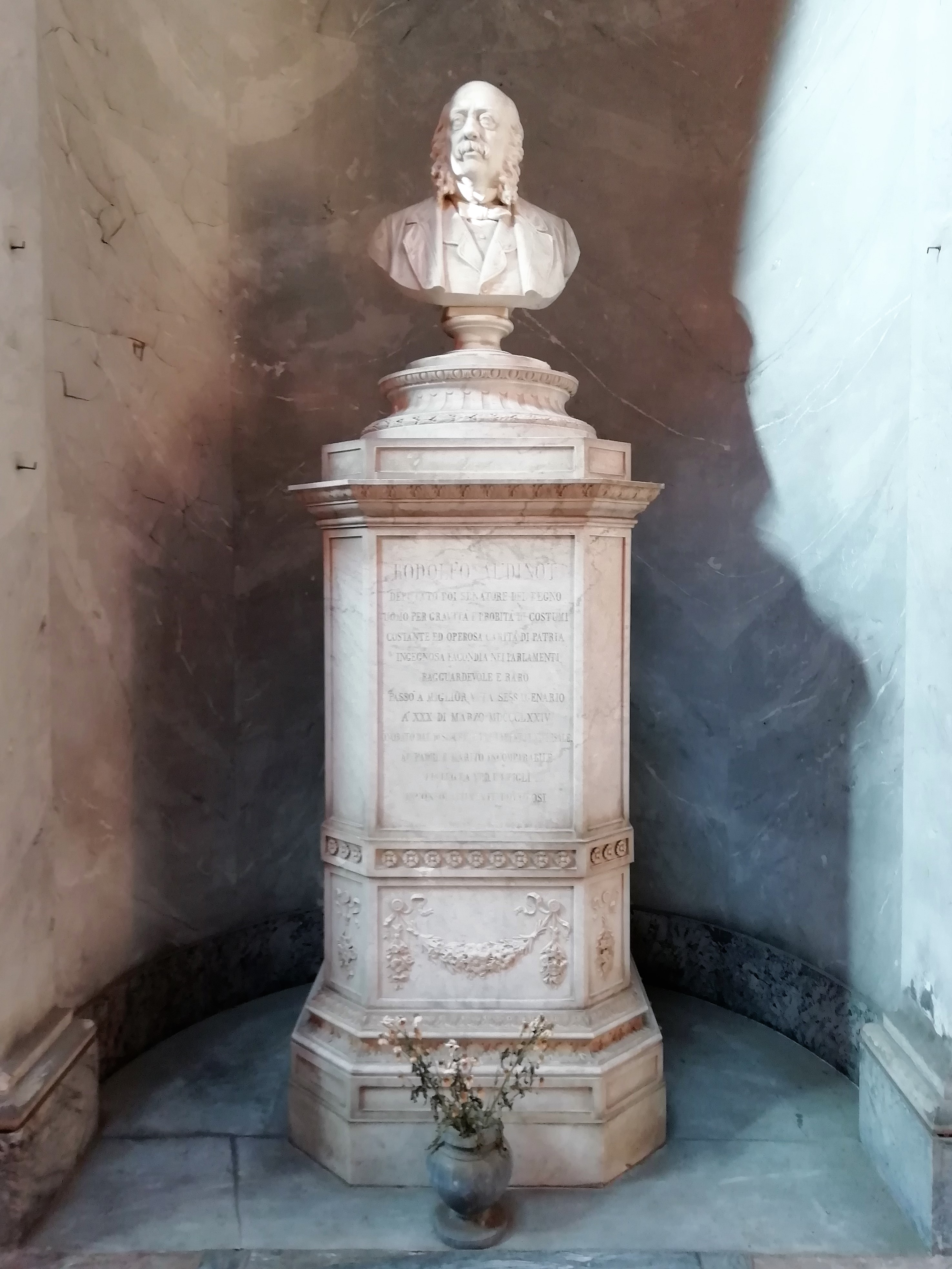
Ritratto Audinot

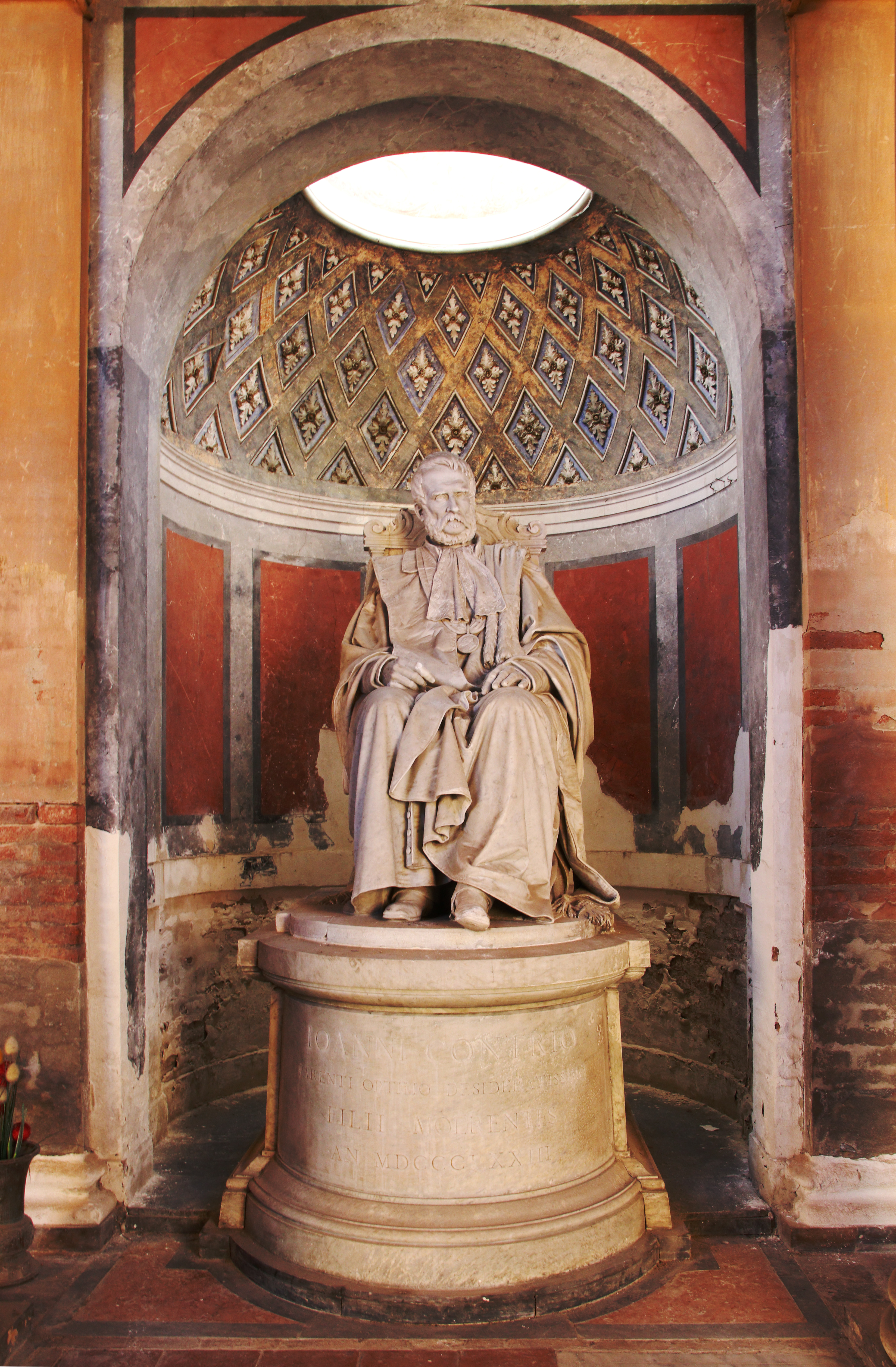
Monumento Contri

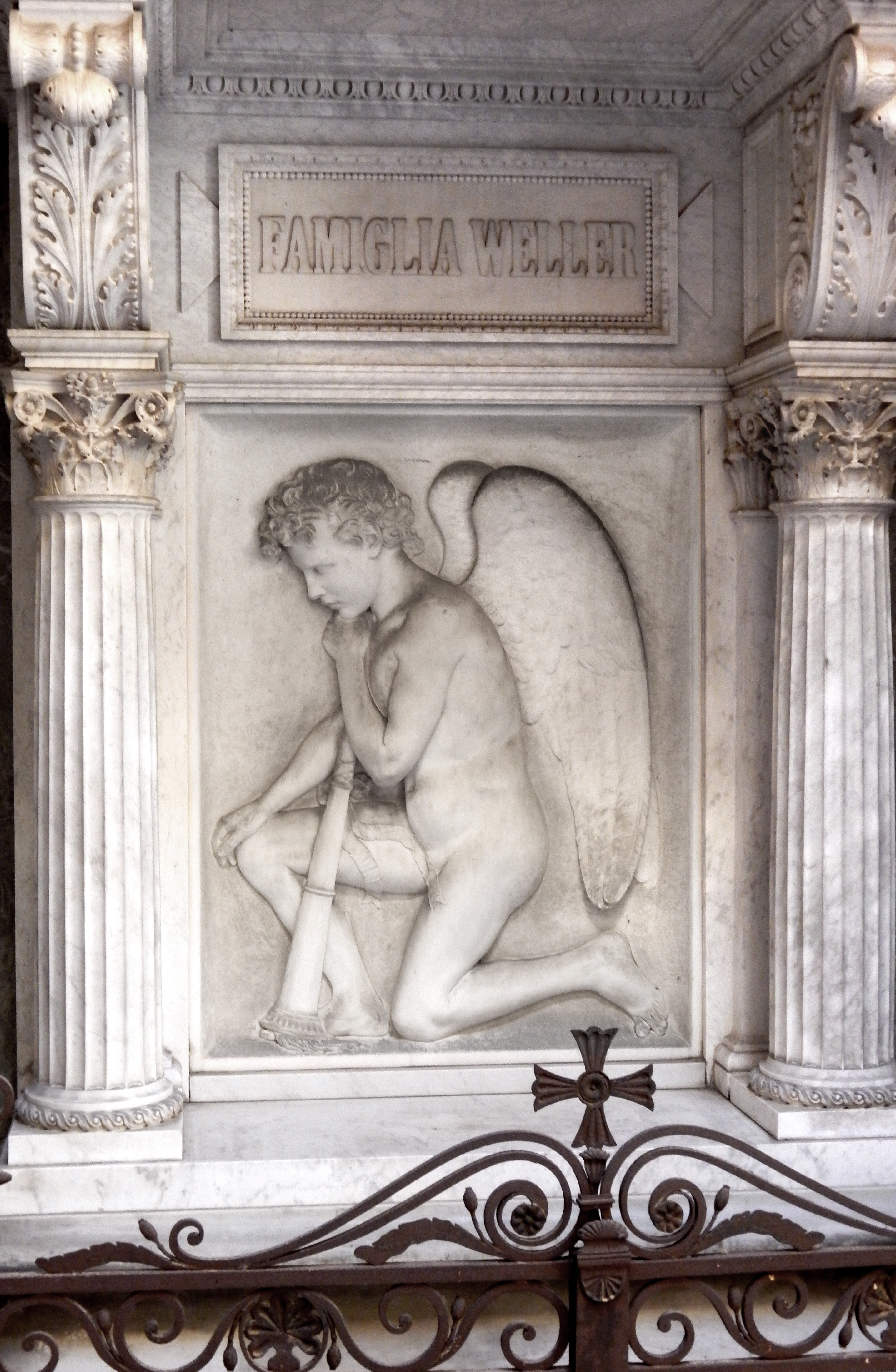
Tomba Weller

Salvino Salvini (Livorno, 26 marzo 1824 – Arezzo, 4 giugno 1899) è stato uno scultore italiano.

## Biografia

### Formazione
Nato in una famiglia di modeste origini, nonostante il padre volesse indirizzarlo a studi classici, Salvino manifestò poco più che dodicenne la propria vocazione artistica dopo aver ammirato la statua di Galileo di Paolo Emilio Demi, ottenendo di frequentare dal 1838 la livornese Scuola gratuita di disegno e di architettura di Carlo Michon, ove produsse le sue prime opere in creta, una copia di una Testa di Cicerone, una mano ed un rilievo di Alcibiade alla battaglia di Potidea.
I primi studi avvennero all'Accademia di belle arti di Firenze, dove fu ammesso nel 1840: lì si accostò al Romanticismo di Pio Fedi e Giovanni Dupré perfezionandosi poi con Lorenzo Bartolini (dal 1843 al 1849, anno in cui ebbe un forte scontro col maestro, riuscendo comunque ad aggiudicarsi l'alunnato romano) e a Roma con Pietro Tenerani al quale fu raccomandato grazie a Bartolini.

### I primi incarichi ed il periodo romano
Nel 1843 vinse il concorso per il bozzetto d’invenzione in creta con Rebecca che disseta Eleazaro, mentre tre anni dopo vinse ex aequo al concorso triennale per un bassorilievo d’invenzione con Cristo e l’adultera (altrove chiamato L'adultera ai piedi di Cristo;) nello stesso anno ebbe l’incarico di "modellare" le statue dell'Ammiraglio James Bart per il viceré d’Egitto e il Santo Antonino arcivescovo, di cui resta soltanto un disegno preparatorio al Gabinetto disegni e stampe degli Uffizi. 
Nel 1849 vinse il pensionato quadriennale a Roma assieme all'amico pittore Antonio Puccinelli col quale aveva appreso le prime inclinazioni macchiaiole e che gli dedicò un ritratto ad olio su tela nel 1849.
Prossimo al concludersi del pensionato romano, grazie a Tenerari e su interessamento di Giovanni Rosini presso Leopoldo II, nel 1852 venne nominato docente di Ornato e modello all'Accademia di belle arti di Pisa, subentrando a Tommaso Mari, dove rimase fino al 1861, anno in cui andò a Bologna. Nonostante dovesse finire di assolvere gli obblighi contrattuali a Firenze, ebbe il beneficio di conservare l’assegno della pensione accademica fino al termine del quadriennio, facendo pervenire nel 1854 il suo ultimo saggio previsto, la perentoria figura dell'Omero che canta al popolo la morte di Patroclo, ora alla Galleria d’arte moderna di Palazzo Pitti all'Esposizione delle Belle Arti di Firenze nel 1854.
Fama internazionale gli venne data invece dall'opera esposta a Londra nel 1852, Ehma Sion, ora alla Galleria Nazionale d'Arte di Firenze assieme all'Omero opere probabilmente di due anni prima.
Durante il periodo pisano, ottenne la nomina ad ispettore alle esportazioni del Granducato toscano per conto delle Gallerie fiorentine per il compartimento pisano e livornese, incarico ricoperto precedentemente da Rosini e di cui Salvini avrebbe desiderato “ereditare” anche il ruolo di conservatore al Camposanto di Pisa. Per le sue chiare doti di perito, nel 1855 venne chiamato a valutare l’autografia canoviana del busto di Calliope, mentre nel 1875 rivendicò l’attribuzione, allora accolta da molti, di un presunto S. Giovannino di Michelangelo di proprietà di Ludovico Rosselmini Gualandi, opera poi passata a Berlino, dispersa nel 1945 ed ora riconosciuta come un Aristeo di Domenico Pieratti. Sempre nel 1855, sposò Cesira dei conti Montemerli, da cui ebbe due figli, Tommaso e Paolina.

### Periodo bolognese
Nel 1861 successe a Cincinnato Baruzzi (vista la rinuncia di Fantacchiotti e al trasferimento di Strazza a Milano)
all'accademia di belle arti di Bologna, rimanendovi fino al 1893: qui ritrovò il suo amico Puccinelli, chiamato alla cattedra di Pittura per rinnovare la scena locale, stesso motivo per cui fu chiamato il letterato Carducci. In quegli anni terminò la statua del S. Giovanni Evangelista per la facciata di Santa Croce (1862) e nel 1876 quella del cardinale Pietro Valeriano per la facciata di Santa Maria del Fiore.
Tra i suoi allievi, vi furono Giovan Battista Longanesi-Cattani ed i più noti Diego Sarti, Tullo Golfarelli, Enrico Barberi e Pasquale Rizzoli.
Dopo esser stato nominato professore della Regia Accademia di Bologna nel 1862, il 1º giugno dello stesso anno inaugurò le statue di Nicola (commissionata nel 1856 per il Camposanto Monumentale di Pisa ed ora in piazza del Carmine) e Giovanni Pisano per il cimitero di Pisa, scolpita nel 1875 ed andata distrutta nel 1945. Nel capoluogo toscano collaborò, oltre alla decorazione della facciata di Santa Croce e alla realizzazione del monumento equestre a Vittorio Emanuele II, alla statua del cardinale Valeriano, 1876 circa, per la facciata del Duomo. Nel 1874 fu nominato membro della società Benvenuto Tisi di Ferrara, dove fu anche giudice di lavori di giovani scultori alla Scuola di Disegno per Artisti e Artefici.
Nel 1875 fece il monumento a Gian Battista Morgagni a Forlì, mentre nel 1882 quello di Guido Monaco, ora al Museo di arte medievale e moderna di Arezzo, Comune che contestualmente lo elesse cittadino onorario in virtù della delibera di Consiglio Comunale n. 94 del 13 ottobre 1882.

## Stile
In quarant’anni di attività intensa, mantenne sempre una propria individualità artistica, non sottomessa alle coeve regole accademiche; trasse ispirazione dalla realtà e dall’arte antica, in una continua ricerca che lo rende difficilmente soddisfatto del suo lavoro, curato sempre in prima persona.
Nelle opere alla Certosa bolognese, si nota il passaggio dal Classicismo verso forme man mano aggiornate dal Verismo descrittivo della seconda metà del secolo, i cui estremi sono l'opera dedicata a Rizzoli ed il minuzioso monumento Beau.
Fu esponente garbato di quel Verismo accademico che, successivamente a Bartolini e Tenerani, dominò nella scultura italiana fino oltre la metà dell'Ottocento.
Affetto dal 1890 da una progressiva paralisi, si vide costretto ad interrompere sia il lavoro che l'insegnamento. Collocato a riposo da un decreto reale del 5 marzo 1893, si trasferì ad Arezzo il successivo 29 agosto, morendovi il 4 giugno 1899.
Alla sua morte fu ricordato da diverse testate tra cui Illustrazione Popolare.
Il busto di Michelangelo ed il bozzetto del Guido Monaco fanno parte di una serie di gessi, sculture e libri di studio donati dai figli dello scultore al comune aretino.

## Esposizioni e concorsi
A Napoli espose Giotto fanciullo 1876-77, marmo, ora collocato nella sala dei matrimoni del Municipio di Roma ed il busto di Gioachino Rossini, ora alla Galleria Nazionale d'Arte di Roma, opere ripresentate poi a Firenze, Roma e Bologna (1888). Nel 1884 alla Promotrice di Belle Arti a Torino, oltre agli ultimi lavori citati, espose il gesso Padre Cristoforo, già portato a Roma nel 1883
Dopo la sua prima partecipazione all'edizione dell'Esposizione delle Belle Arti a Firenze nel 1854, fu presente anche nel 1861, 1866, 1867 e 1883.
Negli anni Settanta e Ottanta, partecipò a numerose esposizioni italiane e internazionali che gli restituirono grande fama: Milano (1876), Napoli (1877 Esposizione delle Belle Arti con Giotto fanciullo e Rossini), Ferrara e Parigi (1878), Roma (1883, Esposizione Nazionale di Belle Arti), Bologna (1883, Mostra Nazionale, marmo Rossini), Torino (1884, Generale Italiana con Padre Cristoforo e nuovamente col Rossini), Monaco (1883) e Philadelphia (1876). Espose quindi a più riprese sia il busto di Rossini che il celebre Giotto fanciullo (1876), ora proprietà della Galleria civica d’arte moderna di Roma, esposto nella sala Matrimoni del Campidoglio), raffinato esempio di rievocazione storicistica, di cui esisteva anche un modello in gesso del 1875 nelle collezioni del Museo Civico di Livorno, andato distrutto durante il secondo conflitto bellico assieme ai gessi della testa di Giovanni Pisano e al bozzetto per il Monumento a Francesco Domenico Guerrazzi, per il quale presentò due bozzetti nel 1882 (un bozzetto con basamento e una statuetta in piedi). 
Nel 1881 a Genova ottenne il premio ex aequo con Augusto Rivalta e Alfonso Balzico ad un concorso sul tema di un monumento a Vittorio Emanuele II, successivo al concorso per lo stesso tema a Firenze.
Nel 1883 presentò un lavoro contrassegnato con il motto «Un bozzetto» per il concorso del monumento a Vittorio Emanuele II, mentre negli anni Novanta, partecipò senza successo a due concorsi a Livorno. Nel 1892 partecipa all'Esposizione Nazionale di Arte Contemporanea a Palermo, ancora una volta col suo Rossini.

## Opere

### Il monumento aVittorio Emanuele II
Divenne poi celebre per il monumento a Vittorio Emanuele II a Firenze, per il quale vinse nel 1859, tra dodici partecipanti, il concorso bandito dal governo provvisorio della Toscana, ottenendo poi critiche molto favorevoli e salendo così agli onori delle cronache, anche giudiziarie, per la fama avuta dall'opera, seppur con l'amarezza di non vederla tradotta in bronzo. Da erigersi in piazza Indipendenza, lo scultore aveva ottenuto, il 7 giugno 1860 un contratto di allogazione per un modello in gesso lavorato a Bologna, da dove venne trasportata a Firenze nell'aprile del '68. Formata dal milanese Pierotti, l’imponente statua alta otto metri venne esposta nelle sale accademiche nel 1867 e lo scultore insignito dal re della croce dei Santi Maurizio e Lazzaro. Successivamente all’esposizione al pubblico giudizio nel piazzale Vittorio Emanuele, fu smontata e ricoverata, dapprima nel salone del palazzo delle Esposizioni di Porta al Prato e nel 1890, smantellata, nel magazzino centrale dei Telegrafi, per ordine del Ministero della Pubblica Istruzione, facendo perdere notizie al riguardo. Al suo posto venne fuso il modello di Emilio Zocchi.

### Giotto fanciulloeLa figlia di Sion
Il successo internazionale gli arrivò con opere quali il Giotto fanciullo ed Ehma, La figlia di Sion. Il Giotto (esposto assieme al busto di Rossini), dopo le recensioni entusiaste relative alla prima esposizione, venne descritto all'Esposizione di Brera del 1876 come Giotto fanciullo, esordiente nello studio del pittore Cimabue, contempla la sua prima opera, a grandezza naturale oltre ad essere oggetto di poesie ad esso dedicate. All'epoca, fu giustamente confrontato con l'allora capolavoro della scultura italiana Cristoforo Colombo fanciullo di Monteverde del 1870.
Una versione in marmo del Giotto, alta 166 cm, è ora conservata alla Galleria comunale d'Arte Moderna di Roma, dove è pervenuto tramite acquisto nel 1883. 
Altra opera celebre è La figlia di Sion del 1852, esposta sia a Firenze che a Londra e premiata di poi all'Esposizione di Firenze del 1861. Venne ricordata nel 1888 «Come un documento dello stato morale che aveva dominato tutti gli animi, poiché fin dal primo apparire (...) incaricata di esprimere la schiavitù dell’Italia».

### Opere funerarie
Fu autore di busti e sepolcri nella Certosa di Bologna e in quella di Ferrara, come il Monumento Turgi per l'arco 238 (1878), già ritenuto disperso ma in realtà collocato presso l'asilo parrocchiale Don Alberto Dioli di Mizzana.
A Bologna:
- Sepolcro di Barbara De Maria (1848-1872), commissionato dal marito Diomede De Simonis (1839-1907), 1876[2](Altrove detto De Simonis datato 1871[5]
- Monumento Cesare Beau[23][24][25]
- Monumento della famiglia Weller, 1883 circa
- Cella Marsigli, 1890 circa[5]
- Gioachino Rossini, 1869, busto in marmo per il Pantheon di uomini illustri, su commissione municipale ed inaugurata nel 1872 (depositi delle collezioni del Museo d’arte moderna di Bologna, MAMbo) ed una replica (Pinacoteca comunale di Ascoli Piceno, proprietà della Galleria nazionale d’arte moderna e contemporanea, GNAM, di Roma)[5][26][27]
- Ritratto di Rodolfo Audinot, 1875, marmo[2]
- Ritratto di Camillo Casarini nella tomba omonima, 1881, marmo[2]
- Ritratto a figura intera del giurista Giovanni Contri, 1873[2][28]
- Cippo del cantante Giovanni Landi[2]
- Monumento di Pasquale Turgi, Mizzana (Ferrara)[2][29]
- Ritratto di Cavour.[2]

### Altre opere
Oltre a quelle già citate:
- Un'accademia in gesso e San Giovanni che predica nel deserto, 1849[7]
- Adamo ed Eva benedetti dal Signore, 1850,[5] (altrove chiamata Dio presenta Eva ad Adamo[7])
- Archimede, 1851[5][30]
- Busto di Giovanni Gozzadini[5] e Maria Teresa Serego Allighieri Gozzadini, Bologna, Biblioteca comunale dell’Archiginnasio[2]
- Busto di Angelo Mariani, 1873, Museo internazionale e Biblioteca della musica, Bologna[5] proposto alla collocazione nel Teatro comunale[2][31]
- Busto di Mascagni[9]
- Busto di Michelangelo, Palazzo comunale, Arezzo[5]

Altri suoi gessi si trovano al Museo Civico di Livorno.

### Disegni
Opere grafiche dedicate a Galileo Galilei, Francesco Petrarca, Girolamo Savonarola, Dante Alighieri e Torquato Tasso ora al Gabinetto disegni e stampe degli Uffizi. Sempre su carta, sono conservate le sue esercitazioni di copia di artisti quali Giovanni Dupré, Vincenzo Vela e Charles Gleyre, poi tradotte in modelli e bozzetti in gesso od altro materiale, oggi al Museo nazionale di Palazzo Reale di Pisa, come l'Episodio del Diluvio Universale (1854), Gli ultimi istanti della vestale e la Testa di vestale.

## Onorificenze
- 1867: Croce dei Santi Maurizio e Lazzaro[5]
- 1895: nominato commendatore della Corona d’Italia.[5]
- 1938, 3 settembre: La città di Livorno gli intitola una strada, dapprima anonima.